# Pulau Pergam
Pulau Pergam est une île située au Nord-Ouest de l'île principale de Singapour. 

## Géographie
Elle s'étend sur environ 267 m de longueur pour une largeur approximative de 113 m.